# Gersonide
Levi ben Gershon (în ebraică, לוי בן גרשון, n. 1288 - d. 1344), cunoscut sub numele latinizat Gersonide, Gershonide sau Gersonides, precum si RaLBaG (Rabi Levi ben Gershon), a fost un filozof, Talmudist, matematician, medic, astronom și astrolog evreu.
A fost unul dintre reprezentanții de seamă ai filozofiei ebraice medievale.
Potrivit Colettei Sirat, «el este deseori considerat ca cel mai mare filosof evreu după Maimonide».

## Biografie
S-a născut (1288) la Bagnols-sur-Cèze în Provența, de aceea a mai fost numit de francezi și Leon din Bagnols.
A trăit în sudul Franței și a locuit în Orange și Avignon; a fost înmormântat (1344) conform tradiției în orașul Metz.
A fost discipolul lui Néocles.

## Contribuții

### Teologie
A scris comentarii (Ralbag al haTanakh) la Iov, Cântarea Cântărilor, Ecleziastul, Cartea lui Rut, Cartea Esterei, cele cinci cărți ale Torei, Primii Profeți, Cartea Proverbelor, Cartea lui Daniel și Cartea lui Neemia
Comentariul său la Iov a fost una dintre primele cărți tipărite în ebraică (Ferrara, 1477). Comentariul său la Ecleziastul a fost redactat în 1328.
În 1340 și-a scris comentariul filosofic și ezoteric privitor la Sir Hasirim. Comentariile sale ale Bibliei constituie opera unui filosof profund. Era extrem de abil în analizarea unui text de unde extrăgea învățăminte etice și religioase.

### Filozofie
A fost unul dintre reprezentanții peripatetismului, dezvoltat în strânsă legătură cu aristotelismul arab, adică pe baza operei aristotelice comentată de Averroes și de înaintașii acestuia.

### Matematică
Studiul matematicii a constituit pentru Gersonides obiectul unor lucrări importante.
Astfel, a creat o trigonometrie, în care arată că în orice triunghi laturile sunt proproționale cu sinusurile unghiurilor opuse, descoperind din nou teorema sinusurilor, în legătură cu rezolvarea triunghiurilor rectilinii.
Traducerea latină a acestei trigonometrii a contribuit la dezvoltarea acestei științe în Europa.
Gersonide s-a ocupat și de unele probleme de analiză combinatorică.
A exprimat pentru prima dată în mod explicit principiul inducției complete.
Gersonides a făcut prima încercare în Europa de a demonstra și interpreta postulatul paralelelor (postulatul V) al lui Euclid și primul matematician european din secolul al XIV-lea care s-a ocupat de problema paralelelor.

### Astronomie

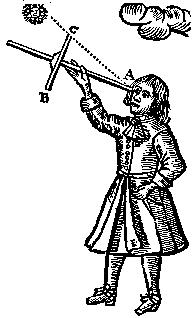
Bastonul lui Iacob

Gersonide încercat să înlocuiască sistemul lui Ptolemeu printr-un anumit sistem de sfere neconcentrice.

#### Bastonul lui Iacob
A oferit modul de construcție și de utilizare a arbalestrilei, un instrument cunoscut ca Baculus Jacobi (Bastonul lui Iacob), care permite măsurarea distanței unghiulare  dintre două stele sau două planete. Tratatul cuprinde și tabele astronomice comandate de nobili creștini și capitole de trigonometrie.

## Scrieri
- De sinubus, chardis et arculus, item instrumento revelatore secretorum (1432), primul manual de trigonometrie scris în Occident.
- Sefer ma'ase hoșev (Lucrarea calcului, 1321).

Gherșonide a mai scris și un tratat de aritmetică și algebră.
Lucrările sale au rămas nepublicate până în secolul XX.
Cu toatea acestea, contribuția sa la cultura Renașterii este importantă.